# Światowa Organizacja Toaletowa

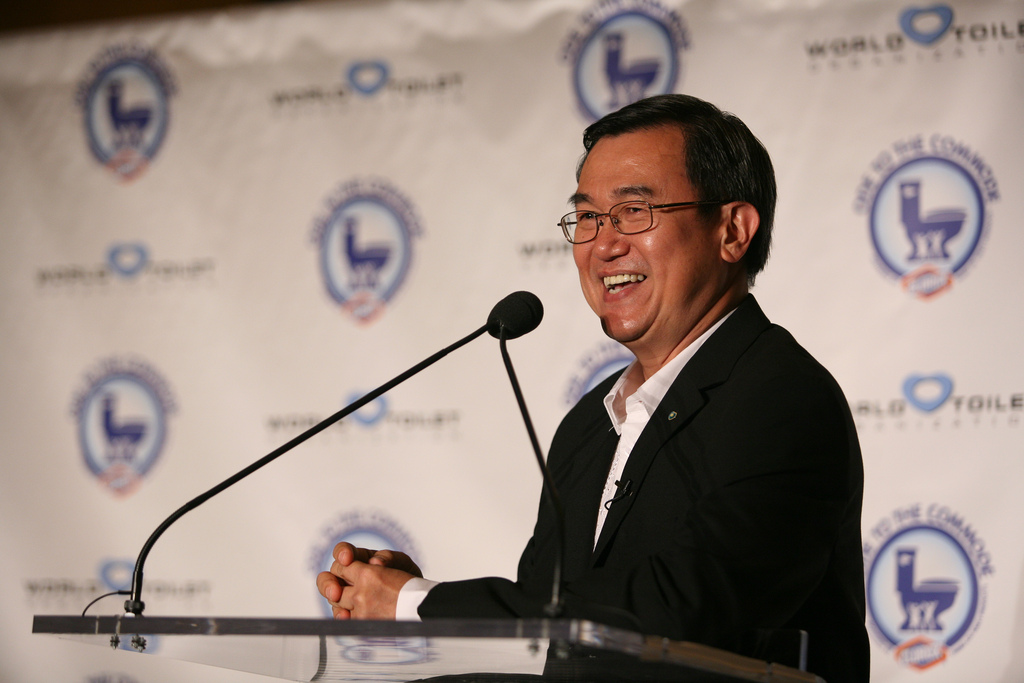
Jack Sim, założyciel WTO, przemawiający na spotkaniu zorganizowanym przez jednego ze sponsorów WTO (2010, USA).

Światowa Organizacja Toaletowa (ang. World Toilet Organization (WTO)) – organizacja międzynarodowa non profit powstała w roku 2001 w Singapurze podczas trwania międzynarodowej konferencji poświęconej problemom sanitaryzacji (upowszechniania toalet i ubikacji) na świecie. Założycielem organizacji jest Jack Sim. Do Singapuru przybyło ponad dwustu delegatów z Azji, Europy i Ameryki Północnej reprezentujących 17 narodowych organizacji toaletowych. Na konferencję wybrano nieprzypadkowo Singapur, który znany jest z bezkompromisowej troski w stosunku do czystości toalet i miejsc publicznych. Datę zwołania konferencji i powołania do życia WTO (16 listopada) postanowiono obchodzić jako Światowy Dzień Toalet (ang. World Toilet Day). Wstępne ustalenia co do powołania WTO przyjęto na międzynarodowej konferencji poświęconej problemom toalet, która odbyła się w roku 1998 w Japonii.
Obecnie (dane za marzec 2011) należy do niej 235 organizacji sanitaryzacyjnych i toaletowych z 58 krajów z całego świata, od Rosji do Stanów Zjednoczonych przez Australię do Japonii. Siedzibą organizacji jest Singapur.
W roku 2006 Fundacja Schwaba (ang. Schwab Foundation) będąca członkiem rodziny Światowego Forum Ekonomicznego (ang. World Economic Forum) nagrodziła WTO tytułem „Wybitny Społeczny Impresario Roku” (ang. Outstanding Social Entrepreneur of the Year) i przyjęła ją na stałego członka tej fundacji. W roku 2007 WTO została uhonorowana tytułem „Członka Globalnego Stowarzyszenia Ashoka” (ang. Ashoka Global Fellow) za wybitne zasługi w zakresie animacji działalności społecznej.

## Główne cele i zadania

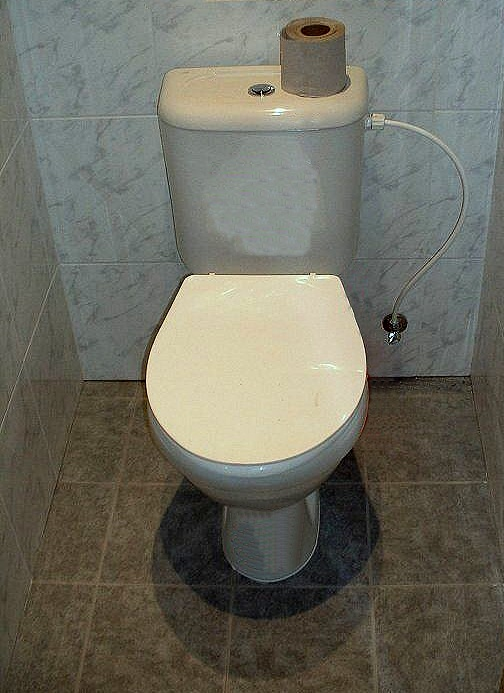
Do takiej standardowej ubikacji nie ma dostępu ok. 40% ludzi na świecie.

Na pierwszej konferencji WTO w roku 2001 określono główne cele i zadania stojące przed organizacją:
1. Powołanie międzynarodowego organu, który zajmowałby się sprawami koordynacji i rozwiązywania problemów sanitarnych.
2. Wywieranie ciągłego wpływu na użytkowników, kształtować jego zainteresowanie wygodnymi dla niego i przyjaznymi toaletami.
3. Akumulowanie zasobów wiedzy oraz wspieranie i rozwój badań, kultury użytkowników, estetyki i funkcjonalności wzornictwa w celu poprawy zdrowia w ogólności.
4. Wspieranie dążeń wprowadzania nowych standardów ubikacji tak w krajach rozwiniętych, jak i rozwijających się.
5. Zabezpieczanie i wspieranie wzajemnych stosunków pomiędzy stowarzyszeniami toaletowymi, współpracującymi organizacjami i zainteresowanymi osobami prywatnymi w celu zapewnienia możliwości wymiany idei i dyskusją zagadnień dotyczących zdrowia i kultury.
6. Zbieranie, gromadzenie i cyklicznie publikowanie i rozprzestrzenianie znowelizowanych informacji na całym świecie.

Obecnym głównym celem organizacji (Główny Cel Milenijny, ang.: Millennium Development Goal (MDG)) i jej misją jest zmniejszenie do roku 2015 o połowę aktualnej liczby 2,6 mld ludzi na świecie (ok. 40% wszystkich ludzi żyjących na ziemi, w tym 980 mln dzieci), którzy nie mają dostępu do podstawowej infrastruktury sanitarnej.

## Działalność bieżąca
Co roku WTO sponsoruje „Światową Konferencję i Targi Toaletowe” (ang. World Toilet Summit and Expo), które odbywają się w różnych miejscach na świecie:
- 2001 – Singapur
- 2002 – Seul, Korea Południowa
- 2003 – Tajpej, Tajwan
- 2004 – Pekin, Chiny[4]
- 2005 – Belfast, Irlandia Północna[5]
- 2006 – Moskwa, Rosja[6]
- 2007 – Nowe Delhi, Indie[7]
- 2008 – Makau, Chiny[8]
- 2009 – Singapur[9]
- 2010 – Filadelfia, Pensylwania[10][11]
- 2011 – Haikou, Chiny[12][13]
- 2012 – Durban, Południowa Afryka[14][15]
- 2013 – Surakarta, Indonezja[16][17]
- 2015 – Nowe Delhi, Indie[18]
- 2016 – Kuching, Malezja[19]
- 2017 – Melbourne, Australia[20]
- 2018 – Mumbaj, Indie
- 2019 – São Paulo, Brazylia[21]

WTO propaguje coroczne obchody Międzynarodowego Dnia Toalet (19 listopada) i założyło pierwszy na świecie Koledż Toaletowy (Toilet College) w Singapurze. Pierwszą klasę utworzono w roku 2005 pod skrzydłami Politechniki Republikańskiej (Republic Polytechnic).
Oprócz akcji uświadamiających i popierających sanitaryzację, budowanie własnych zdolności organizacyjnych, szukanie środków finansowych i wspieranie projektów sanitarnych, WTO wprowadza obecnie strategię rynkową skierowaną na obszar krajów z dysfunkcją sanitarną i adresowaną przede wszystkim do ludzi ubogich. Polega ona przede wszystkim na instalowaniu maksymalnie efektywnej i możliwie taniej infrastruktury sanitarnej.